# Carme Arenas Noguera
Carme Arenas Noguera (Granollers, 6 de noviembre de 1954) es una escritora, traductora y editora española. Fue presidenta del PEN catalán del 2010 al 2018.

## Biografía
Licenciada en Geografía e Historia, con especialización en Historia del Arte (1977) y en Filología Catalana por la Universidad de Barcelona (1980), tiene el grado superior en las lenguas francesa, italiana e inglesa y el Máster en Dirección y gestión de Centros Educativos, también en la Universidad de Barcelona. Es catedrática de Lengua y Literatura Catalanas en el Instituto Maragall de Barcelona. Empezó trabajando como galerista de arte y combinó la actividad con la enseñanza de la historia del arte y la literatura catalana. Entre  1998 y 2008 fue profesora-consultora de la Universidad Abierta de Cataluña (UOC). También ha ejercido de editora en Edicions 62 y de jefe de redacción de la revista Catalan Writing (2006-2011). Ha traducido varios libros de literatura italiana. Es autora y coordinadora de numerosos libros de texto para la enseñanza y ha comisariado varias exposiciones relacionadas con la literatura.

## Premios y reconocimientos
- Premio Crítica Serra d'Or por la traducción de la obra La conciencia de Zeno, de Italo Svevo (1986)